# ناتیکزیس

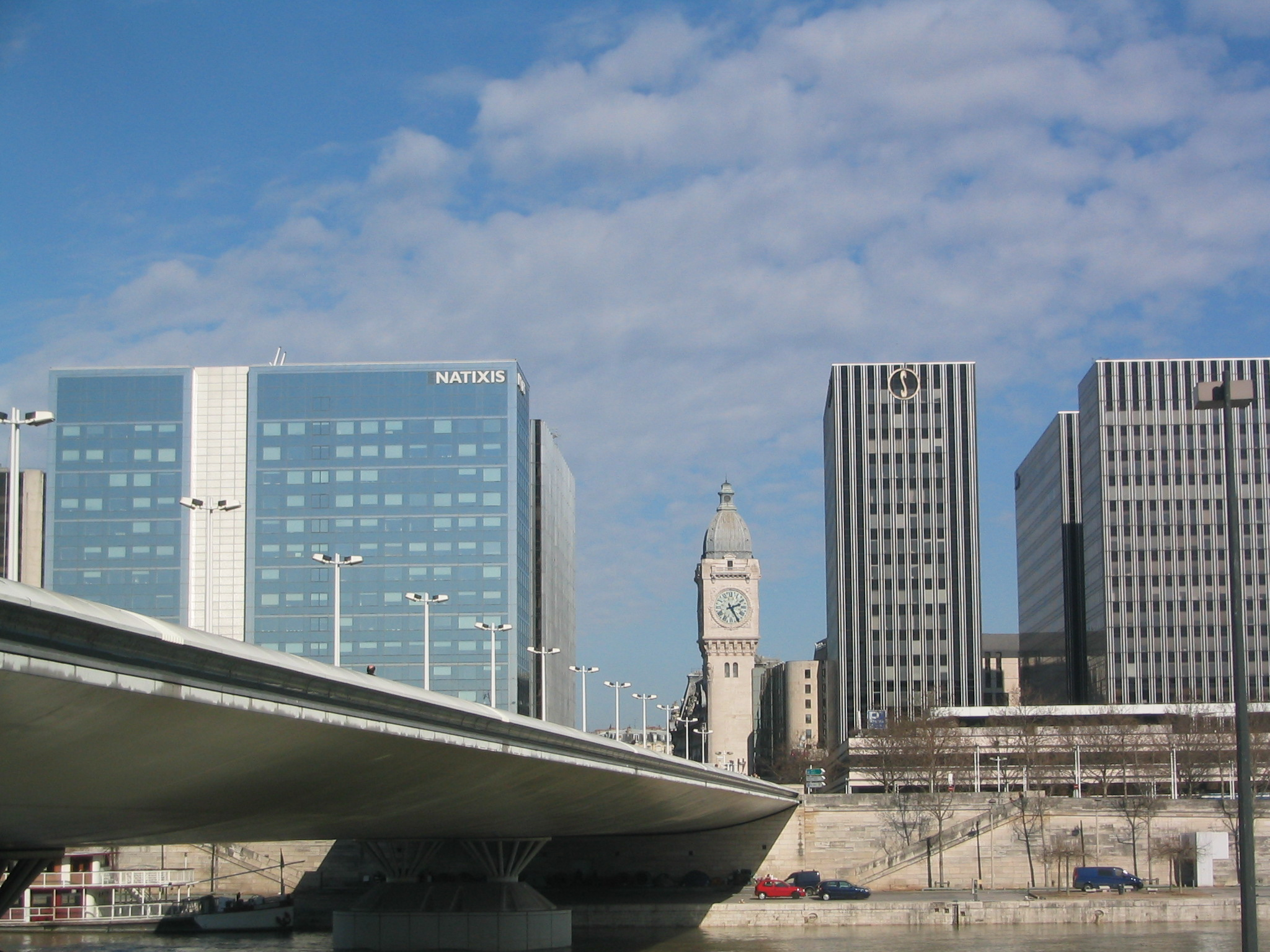
ساختمان مرکزی ناتیکزیس، در پاریس

ناتیکزیس (به فرانسوی: Natixis) شرکت خدمات مالی فرانسوی است، که زیرمجموعه مؤسسه بی‌پی‌سی‌ای محسوب می‌شود و فعالیت‌های آن در زمینه بانکداری شرکتی و بانکداری سرمایه‌گذاری متمرکز می‌باشد.
گروه ناتیکزیس از ادغام ۲ بانک فرانسوی بانکه پاپیولایر؛ که در زمینه مدیریت سرمایه‌گذاری فعالیت می‌کند و بانک ایکیس؛ که در زمینه بانکداری سرمایه‌گذاری فعالیت می‌نماید، در سال ۲۰۰۶ راه‌اندازی شد.
شعبه مرکزی این بانک در شهر پاریس، قرار دارد و بخشی از سهام آن در بازار بورس یورونکست پاریس معامله می‌شود. شرکت خدمات مالی ناتیکزیس ارائه‌کننده داده‌های اقتصادی شبکه خبری یورونیوز می‌باشد.